# Janesville, Wisconsin

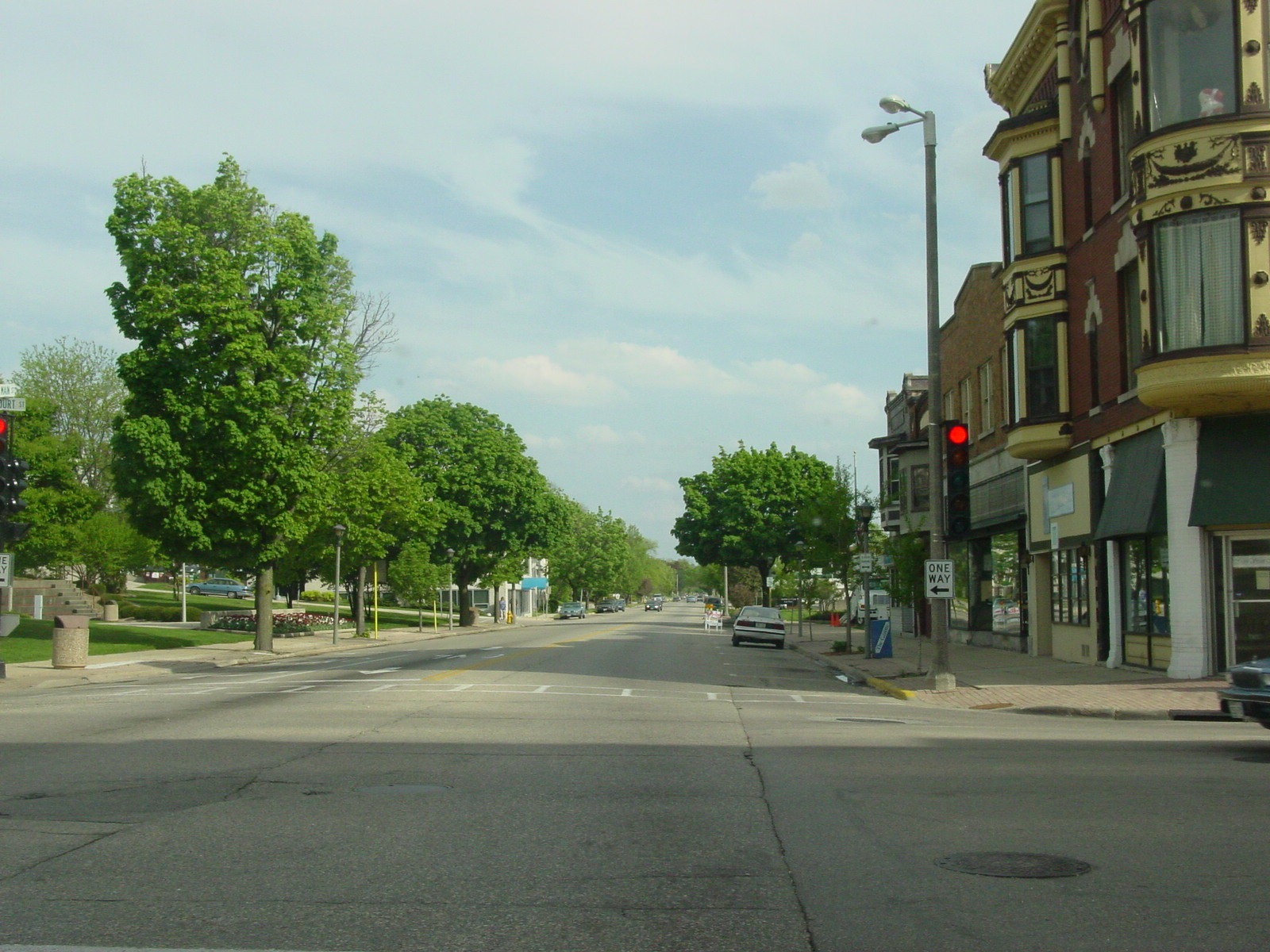
Trung tâm Janesville nhìn từ phía nam của Main Street (2004)

Janesville là một thành phố thuộc tiểu bang Wisconsin, Hợp chúng quốc Hoa Kỳ. Đây là quận lỵ của Quận Rock6 và là đô thị chính của Vùng thống kê đô thị Janesville, Wisconsin. Theo điều tra dân số năm 2000, thành phố có dân số 59.498 người.

## Địa lý
Janesville có tọa độ 42°41′2″B 89°0′59″T / 42,68389°B 89,01639°TĐã đưa tham số không hợp lệ vào hàm {{#coordinates:}} (42.68411, -89.016654).1
Theo Cục điều tra dân số Hoa Kỳ, thành phố có tổng diện tích 72,8 km² (28,1 mi²). 71,3 km² (27,5 mi²) là mặt đất và 1,5 km² (0,6 mi²) của nó (2,10%) là mặt nước. Janesville được sông sông Rock chia đôi.

## Cơ cấu dân số
Theo cuộc điều tra dân số2 năm 2000, thành phố có 59.498 dân, 23.894 đơn vị nhà ở có người ở, và 15.746 gia đình. Mật độ dân số là 834,1 người/km² (2.160,6 người/mi²). Có 25.083 đơn vị nhà ở và mật độ bình quân là 351,7 nhà/km² (910,9 nhà/mi²). Cơ cấu dân số: 95,27% da trắng, 1,26% da đen hoặ người Mỹ gốc Phi, 0,25% người Mỹ bản xứ, 0,96% người châu Á, 0,03% người đảo Thái Bình Dương, 1,02% từ các dân tộc khác, và 1,22% lai giữa hai dân tộc trở lên. 2,64% dân số là người gốc Tây Ban Nha hay Latino thuộc bất kỳ chủng tộc nào.
Trong số 23.894 hộ gia đình, 32,7% có con dưới 18 tuổi sống chung, 51,1% là cặp kết hôn sống với nhau, 10,5% là hộ gia đình nữ sống không có chồng, 34,1 34,1% không lập gia đình. 27,4% hộ gia đình là những người độc thân, với 9,7% bao gồm các cá nhân có tuổi từ 65 trở lên. Cỡ hộ trung bình là 2,45 người và cỡ gia đình trung bình là 2,99 người.
Dân số có 26,2% dưới tuổi 18, 8,3% từ 18-24, 31,2% từ 25-44, 21,4% từ 45-64 và 12,9% 65 tuổi trở lên. Tuổi trung bình là 35. Mỗi 100 nữ có 95,6 nam. Cứ 100 nữ trên 18 tuổi thì có 92,6 nam.
Thu nhập trung bình một hộ là $45.961, và thu nhập trung bình một gia đình là $55.133. Đàn ống có thu nhập trung bình $40.910 còn phụ nữ là $26.423. Thu nhập bình quân đầu người của dân thành phố là $22.224. Khoảng 4,3% gia đình và 6,5% dân số sống dưới ngưỡng nghèo, bao gồm 7,1% số này có tuổi dưới 18 và 5,8% có tuổi 65 trở lên.